# Élections municipales de 2014 en Meurthe-et-Moselle
Les élections municipales se sont déroulées les 23 et 30 mars 2014 en Meurthe-et-Moselle.

## Maires sortants et maires élus
Le scrutin est marqué par une stabilité politique relative. La gauche remporte Longuyon, Longwy, Maxéville et Réhon. La droite échoue à Bouxières-aux-Dames, mais ravit Villers-lès-Nancy au PS. Les centristes perdent Champigneulles et Pulnoy, mais conservent Lexy et surtout Nancy.
| Commune                   | Population | Maire sortant              | Parti | Parti | Maire élu                  | Parti | Parti |
| ------------------------- | ---------- | -------------------------- | ----- | ----- | -------------------------- | ----- | ----- |
| Baccarat                  | 4 584      | Christian Gex              |       | SE    | Christian Gex              |       | SE    |
| Blainville-sur-l'Eau      | 4 017      | Anne-Marie Farrudja        |       | DVG   | Ghislain Demonet           |       | PS    |
| Blénod-lès-Pont-à-Mousson | 4 353      | Guy Souhait                |       | PS    | Bernard Bertelle           |       | PS    |
| Bouxières-aux-Dames       | 4 171      | Jean-Luc Déjy              |       | DVD   | Denis Machado              |       | SE    |
| Briey                     | 5 730      | Guy Vattier                |       | DVD   | Guy Vattier                |       | DVD   |
| Chaligny                  | 3 028      | Filipe Pinho               |       | PS    | Filipe Pinho               |       | PS    |
| Champigneulles            | 6 886      | Claude Hartmann            |       | UDI   | Claude Hartmann            |       | DVD   |
| Damelevières              | 3 138      | Christophe Sonrel          |       | PCF   | Christophe Sonrel          |       | PCF   |
| Dieulouard                | 4 548      | Henri Poirson              |       | DVD   | Henri Poirson              |       | DVD   |
| Dombasle-sur-Meurthe      | 9 959      | Robert Blaise              |       | PS    | David Fischer              |       | DVG   |
| Écrouves                  | 4 496      | Roger Sillaire             |       | DVG   | Roger Sillaire             |       | DVG   |
| Essey-lès-Nancy           | 8 505      | Jean-Paul Monin            |       | PS    | Michel Breuille            |       | PS    |
| Frouard                   | 6 717      | Jean-François Grandbastien |       | PS    | Jean-François Grandbastien |       | PS    |
| Haucourt-Moulaine         | 3 114      | Jacques Marteau            |       | PS    | Jacques Marteau            |       | PS    |
| Heillecourt               | 5 732      | Didier Sartelet            |       | DVD   | Didier Sartelet            |       | DVD   |
| Herserange                | 4 437      | Gérard Didelot             |       | DVD   | Gérard Didelot             |       | DVD   |
| Homécourt                 | 6 291      | Jean-Pierre Minella        |       | PCF   | Jean-Pierre Minella        |       | PCF   |
| Hussigny-Godbrange        | 3 402      | Laurent Righi              |       | PCF   | Laurent Righi              |       | PCF   |
| Jarny                     | 8 454      | Jacky Zanardo              |       | PCF   | Jacky Zanardo              |       | PCF   |
| Jarville-la-Malgrange     | 9 415      | Jean-Pierre Hurpeau        |       | UMP   | Jean-Pierre Hurpeau        |       | DVD   |
| Jœuf                      | 6 795      | André Corzani              |       | PCF   | André Corzani              |       | PCF   |
| Laneuveville-devant-Nancy | 5 993      | Serge Bouly                |       | UMP   | Serge Bouly                |       | UMP   |
| Laxou                     | 14 681     | Laurent Garcia             |       | MoDem | Laurent Garcia             |       | DVD   |
| Lexy                      | 3 176      | Gérard Allieri             |       | UDI   | Gérard Allieri             |       | UDI   |
| Liverdun                  | 6 001      | Jean-Pierre Huet           |       | PS    | Jean-Pierre Huet           |       | PS    |
| Longuyon                  | 5 559      | Pierre Mersch              |       | DVD   | Jean-Pierre Jacque         |       | DVG   |
| Longwy                    | 14 364     | Édouard Jacque             |       | UDI   | Jean-Marc Fournel          |       | PS    |
| Ludres                    | 6 546      | Pierre Boileau             |       | DVD   | Pierre Boileau             |       | DVD   |
| Lunéville                 | 19 909     | Jacques Lamblin            |       | UMP   | Jacques Lamblin            |       | UMP   |
| Malzéville                | 8 070      | Jean-Pierre Franoux        |       | PS    | Bertrand Kling             |       | PS    |
| Maxéville                 | 9 661      | Henri Bégorre              |       | UDI   | Christophe Choserot        |       | PS    |
| Mont-Saint-Martin         | 8 026      | Serge De Carli             |       | PCF   | Serge De Carli             |       | PCF   |
| Nancy                     | 105 382    | André Rossinot             |       | UDI   | Laurent Hénart             |       | UDI   |
| Neuves-Maisons            | 7 115      | Jean-Paul Vinchelin        |       | PS    | Jean-Paul Vinchelin        |       | PS    |
| Pagny-sur-Moselle         | 4 000      | Christiane Contal          |       | PS    | René Bianchin              |       | DVG   |
| Pompey                    | 4 947      | Laurent Trogrlic           |       | PS    | Laurent Trogrlic           |       | PS    |
| Pont-à-Mousson            | 14 929     | Henry Lemoine              |       | UMP   | Henry Lemoine              |       | UMP   |
| Pulnoy                    | 4 414      | Gérard Royer               |       | UDI   | Michelle Piccoli           |       | DVD   |
| Réhon                     | 3 741      | Jean-Claude Guillaume      |       | UDI   | Jean-Claude Blanguerin     |       | DVG   |
| Saint-Max                 | 9 707      | Éric Pensalfini            |       | UMP   | Éric Pensalfini            |       | UMP   |
| Saint-Nicolas-de-Port     | 7 665      | Luc Binsinger              |       | DVD   | Luc Binsinger              |       | DVD   |
| Saulxures-lès-Nancy       | 3 864      | Michel Candat              |       | DVD   | Michel Candat              |       | DVD   |
| Seichamps                 | 4 927      | Henri Chanut               |       | PS    | Henri Chanut               |       | PS    |
| Tomblaine                 | 7 661      | Hervé Féron                |       | PS    | Hervé Féron                |       | PS    |
| Toul                      | 16 002     | Alde Harmand               |       | PS    | Alde Harmand               |       | PS    |
| Vandœuvre-lès-Nancy       | 30 646     | Stéphane Hablot            |       | PS    | Stéphane Hablot            |       | PS    |
| Varangéville              | 3 897      | René Bourgeois             |       | PCF   | René Bourgeois             |       | PCF   |
| Villers-lès-Nancy         | 14 451     | Pascal Jacquemin           |       | PS    | François Werner            |       | UMP   |
| Villerupt                 | 9 387      | Alain Casoni               |       | PCF   | Alain Casoni               |       | PCF   |

## Résultats dans les communes de plus de3 000 habitants

### Baccarat
- Maire sortant : Christian Gex
- 27 sièges à pourvoir au conseil municipal (population légale 2011 : 4 584 habitants)
- 17 sièges à pourvoir au conseil communautaire (CC du Territoire de Lunéville à Baccarat)

|                          | Christian Gex * | SE             | 1 476 | 74,84  | 24 | 15 |  |  |
|                          | Michel Le Paige | SE             | 496   | 25,15  | 3  | 2  |  |  |
|                          |                 |                |       |        |    |    |  |  |
| Inscrits                 | Inscrits        | Inscrits       | 3 061 | 100,00 |    |    |  |  |
| Abstentions              | Abstentions     | Abstentions    | 995   | 32,51  |    |    |  |  |
| Votants                  | Votants         | Votants        | 2 066 | 67,49  |    |    |  |  |
| Blancs et nuls           | Blancs et nuls  | Blancs et nuls | 94    | 4,55   |    |    |  |  |
| Exprimés                 | Exprimés        | Exprimés       | 1 972 | 95,45  |    |    |  |  |
| * Liste du maire sortant |                 |                |       |        |    |    |  |  |

### Blainville-sur-l'Eau
- Maire sortant : Anne-Marie Farrudja (DVG)
- 27 sièges à pourvoir au conseil municipal (population légale 2011 : 4 017 habitants)
- 9 sièges à pourvoir au conseil communautaire (CC Meurthe, Mortagne, Moselle)

|                          | Ghislain Demonet      | PS-PCF-EELV    | 870   | 50,75  | 21 | 7 |  |  |
|                          | Anne-Marie Farrudja * | DVG            | 844   | 49,24  | 6  | 2 |  |  |
|                          |                       |                |       |        |    |   |  |  |
| Inscrits                 | Inscrits              | Inscrits       | 3 162 | 100,00 |    |   |  |  |
| Abstentions              | Abstentions           | Abstentions    | 1 277 | 40,39  |    |   |  |  |
| Votants                  | Votants               | Votants        | 1 885 | 59,61  |    |   |  |  |
| Blancs et nuls           | Blancs et nuls        | Blancs et nuls | 171   | 9,07   |    |   |  |  |
| Exprimés                 | Exprimés              | Exprimés       | 1 714 | 90,93  |    |   |  |  |
| * Liste du maire sortant |                       |                |       |        |    |   |  |  |

### Blénod-lès-Pont-à-Mousson
- Maire sortant : Guy Souhait (PS)
- 27 sièges à pourvoir au conseil municipal (population légale 2011 : 4 353 habitants)
- 5 sièges à pourvoir au conseil communautaire (CC du Bassin de Pont-à-Mousson)

|                | Bernard Bertelle | PS-PCF-EELV    | 1 135 | 100,00 | 27 | 5 |  |  |
|                |                  |                |       |        |    |   |  |  |
| Inscrits       | Inscrits         | Inscrits       | 3 211 | 100,00 |    |   |  |  |
| Abstentions    | Abstentions      | Abstentions    | 1 673 | 52,10  |    |   |  |  |
| Votants        | Votants          | Votants        | 1 538 | 47,90  |    |   |  |  |
| Blancs et nuls | Blancs et nuls   | Blancs et nuls | 403   | 26,20  |    |   |  |  |
| Exprimés       | Exprimés         | Exprimés       | 1 135 | 73,80  |    |   |  |  |

### Bouxières-aux-Dames
- Maire sortant : Jean-Luc Déjy
- 27 sièges à pourvoir au conseil municipal (population légale 2011 : 4 171 habitants)
- 4 sièges à pourvoir au conseil communautaire (CC du Bassin de Pompey)

| Tête de liste            | Tête de liste     | Liste          | Premier tour | Premier tour | Second tour | Second tour | Sièges | Sièges |
| Tête de liste            | Tête de liste     | Liste          | Voix         | %            | Voix        | %           | CM     | CC     |
| ------------------------ | ----------------- | -------------- | ------------ | ------------ | ----------- | ----------- | ------ | ------ |
|                          | Jean-Luc Déjy *   | DVD            | 753          | 35,78        | 796         | 35,72       | 5      | 1      |
|                          | Denis Machado     | SE             | 705          | 33,50        | 824         | 36,98       | 19     | 3      |
|                          | Dominique Voinson | DVG            | 646          | 30,70        | 608         | 27,28       | 3      |        |
|                          |                   |                |              |              |             |             |        |        |
| Inscrits                 | Inscrits          | Inscrits       | 3 237        | 100,00       | 3 238       | 100,00      |        |        |
| Abstentions              | Abstentions       | Abstentions    | 1 055        | 32,59        | 967         | 29,86       |        |        |
| Votants                  | Votants           | Votants        | 2 182        | 67,41        | 2 271       | 70,14       |        |        |
| Blancs et nuls           | Blancs et nuls    | Blancs et nuls | 78           | 3,57         | 43          | 1,89        |        |        |
| Exprimés                 | Exprimés          | Exprimés       | 2 104        | 96,43        | 2 228       | 98,11       |        |        |
| * Liste du maire sortant |                   |                |              |              |             |             |        |        |

### Briey
- Maire sortant : Guy Vattier (DVD)
- 29 sièges à pourvoir au conseil municipal (population légale 2011 : 5 730 habitants)
- 13 sièges à pourvoir au conseil communautaire (CC du Pays de Briey)

|                          | Guy Vattier *  | DVD            | 1 693 | 74,51  | 26 | 12 |  |  |
|                          | Bernard Fery   | DVG            | 579   | 25,48  | 3  | 1  |  |  |
|                          |                |                |       |        |    |    |  |  |
| Inscrits                 | Inscrits       | Inscrits       | 4 003 | 100,00 |    |    |  |  |
| Abstentions              | Abstentions    | Abstentions    | 1 657 | 41,39  |    |    |  |  |
| Votants                  | Votants        | Votants        | 2 346 | 58,61  |    |    |  |  |
| Blancs et nuls           | Blancs et nuls | Blancs et nuls | 74    | 3,15   |    |    |  |  |
| Exprimés                 | Exprimés       | Exprimés       | 2 272 | 96,85  |    |    |  |  |
| * Liste du maire sortant |                |                |       |        |    |    |  |  |

### Chaligny
- Maire sortant : Filipe Pinho (PS)
- 23 sièges à pourvoir au conseil municipal (population légale 2011 : 3 028 habitants)
- 5 sièges à pourvoir au conseil communautaire (CC Moselle et Madon)

|                          | Filipe Pinho * | PS-PCF-EELV    | 1 058 | 75,14  | 21 | 5 |  |  |
|                          | David Fontaine | SE             | 350   | 24,85  | 2  |   |  |  |
|                          |                |                |       |        |    |   |  |  |
| Inscrits                 | Inscrits       | Inscrits       | 2 258 | 100,00 |    |   |  |  |
| Abstentions              | Abstentions    | Abstentions    | 769   | 34,06  |    |   |  |  |
| Votants                  | Votants        | Votants        | 1 489 | 65,94  |    |   |  |  |
| Blancs et nuls           | Blancs et nuls | Blancs et nuls | 81    | 5,44   |    |   |  |  |
| Exprimés                 | Exprimés       | Exprimés       | 1 408 | 94,56  |    |   |  |  |
| * Liste du maire sortant |                |                |       |        |    |   |  |  |

### Champigneulles
- Maire sortant : Claude Hartmann (UDI)
- 29 sièges à pourvoir au conseil municipal (population légale 2011 : 6 886 habitants)
- 6 sièges à pourvoir au conseil communautaire (CC du Bassin de Pompey)

|                          | Claude Hartmann *        | DVD            | 2 450 | 81,34  | 27 | 6 |  |  |
|                          | Patricia Daguerre-jacque | PS             | 562   | 18,65  | 2  |   |  |  |
|                          |                          |                |       |        |    |   |  |  |
| Inscrits                 | Inscrits                 | Inscrits       | 4 831 | 100,00 |    |   |  |  |
| Abstentions              | Abstentions              | Abstentions    | 1 723 | 35,67  |    |   |  |  |
| Votants                  | Votants                  | Votants        | 3 108 | 64,33  |    |   |  |  |
| Blancs et nuls           | Blancs et nuls           | Blancs et nuls | 96    | 3,09   |    |   |  |  |
| Exprimés                 | Exprimés                 | Exprimés       | 3 012 | 96,91  |    |   |  |  |
| * Liste du maire sortant |                          |                |       |        |    |   |  |  |

### Damelevières
- Maire sortant : Christophe Sonrel (PCF)
- 23 sièges à pourvoir au conseil municipal (population légale 2011 : 3 138 habitants)
- 7 sièges à pourvoir au conseil communautaire (CC Meurthe, Mortagne, Moselle)

|                          | Christophe Sonrel * | SE             | 1 128 | 72,86  | 20 | 6 |  |  |
|                          | François Cité       | SE             | 420   | 27,13  | 3  | 1 |  |  |
|                          |                     |                |       |        |    |   |  |  |
| Inscrits                 | Inscrits            | Inscrits       | 2 509 | 100,00 |    |   |  |  |
| Abstentions              | Abstentions         | Abstentions    | 910   | 36,27  |    |   |  |  |
| Votants                  | Votants             | Votants        | 1 599 | 63,73  |    |   |  |  |
| Blancs et nuls           | Blancs et nuls      | Blancs et nuls | 51    | 3,19   |    |   |  |  |
| Exprimés                 | Exprimés            | Exprimés       | 1 548 | 96,81  |    |   |  |  |
| * Liste du maire sortant |                     |                |       |        |    |   |  |  |

### Dieulouard
- Maire sortant : Henri Poirson (DVD)
- 27 sièges à pourvoir au conseil municipal (population légale 2011 : 4 548 habitants)
- 5 sièges à pourvoir au conseil communautaire (CC du Bassin de Pont-à-Mousson)

|                          | Henri Poirson * | DVD            | 1 447 | 100,00 | 27 | 5 |  |  |
|                          |                 |                |       |        |    |   |  |  |
| Inscrits                 | Inscrits        | Inscrits       | 3 395 | 100,00 |    |   |  |  |
| Abstentions              | Abstentions     | Abstentions    | 1 651 | 48,63  |    |   |  |  |
| Votants                  | Votants         | Votants        | 1 744 | 51,37  |    |   |  |  |
| Blancs et nuls           | Blancs et nuls  | Blancs et nuls | 297   | 17,03  |    |   |  |  |
| Exprimés                 | Exprimés        | Exprimés       | 1 447 | 82,97  |    |   |  |  |
| * Liste du maire sortant |                 |                |       |        |    |   |  |  |

### Dombasle-sur-Meurthe
- Maire sortant : Robert Blaise (PS)
- 29 sièges à pourvoir au conseil municipal (population légale 2011 : 9 959 habitants)
- 12 sièges à pourvoir au conseil communautaire (CC des Pays du Sel et du Vermois)

| Tête de liste  | Tête de liste       | Liste          | Premier tour | Premier tour | Second tour | Second tour | Sièges | Sièges |
| Tête de liste  | Tête de liste       | Liste          | Voix         | %            | Voix        | %           | CM     | CC     |
| -------------- | ------------------- | -------------- | ------------ | ------------ | ----------- | ----------- | ------ | ------ |
|                | David Fischer       | DVG            | 1 774        | 42,40        | 1 990       | 44,54       | 21     | 9      |
|                | Christophe Daubinet | PS             | 1 752        | 41,88        | 1 893       | 42,37       | 6      | 3      |
|                | Rachel Colmez       | DVD            | 657          | 15,70        | 584         | 13,07       | 2      |        |
|                |                     |                |              |              |             |             |        |        |
| Inscrits       | Inscrits            | Inscrits       | 6 951        | 100,00       | 6 950       | 100,00      |        |        |
| Abstentions    | Abstentions         | Abstentions    | 2 618        | 37,66        | 2 383       | 34,29       |        |        |
| Votants        | Votants             | Votants        | 4 333        | 62,34        | 4 567       | 65,71       |        |        |
| Blancs et nuls | Blancs et nuls      | Blancs et nuls | 150          | 3,46         | 100         | 2,19        |        |        |
| Exprimés       | Exprimés            | Exprimés       | 4 183        | 96,54        | 4 467       | 97,81       |        |        |

### Écrouves
- Maire sortant : Roger Sillaire (DVG)
- 27 sièges à pourvoir au conseil municipal (population légale 2011 : 4 496 habitants)
- 7 sièges à pourvoir au conseil communautaire (CC Terres Touloises)

|                          | Roger Sillaire *  | SE             | 840   | 50,75  | 21 | 6 |  |  |
|                          | Jean-Robert Gorce | SE             | 815   | 49,24  | 6  | 1 |  |  |
|                          |                   |                |       |        |    |   |  |  |
| Inscrits                 | Inscrits          | Inscrits       | 2 675 | 100,00 |    |   |  |  |
| Abstentions              | Abstentions       | Abstentions    | 934   | 34,92  |    |   |  |  |
| Votants                  | Votants           | Votants        | 1 741 | 65,08  |    |   |  |  |
| Blancs et nuls           | Blancs et nuls    | Blancs et nuls | 86    | 4,94   |    |   |  |  |
| Exprimés                 | Exprimés          | Exprimés       | 1 655 | 95,06  |    |   |  |  |
| * Liste du maire sortant |                   |                |       |        |    |   |  |  |

### Essey-lès-Nancy
- Maire sortant : Jean-Paul Monin (PS)
- 29 sièges à pourvoir au conseil municipal (population légale 2011 : 8 505 habitants)
- 2 sièges à pourvoir au conseil communautaire (Métropole du Grand Nancy)

| Tête de liste  | Tête de liste   | Liste          | Premier tour | Premier tour | Second tour | Second tour | Sièges | Sièges |
| Tête de liste  | Tête de liste   | Liste          | Voix         | %            | Voix        | %           | CM     | CC     |
| -------------- | --------------- | -------------- | ------------ | ------------ | ----------- | ----------- | ------ | ------ |
|                | Michel Breuille | PS             | 1 547        | 45,28        | 1 751       | 50,81       | 22     | 2      |
|                | Rémy Leinster   | DVD            | 1 106        | 32,37        | 1 695       | 49,18       | 7      |        |
|                | Radoine Mebarki | UMP-UDI        | 763          | 22,33        |             |             |        |        |
|                |                 |                |              |              |             |             |        |        |
| Inscrits       | Inscrits        | Inscrits       | 6 073        | 100,00       | 6 073       | 100,00      |        |        |
| Abstentions    | Abstentions     | Abstentions    | 2 536        | 41,76        | 2 526       | 41,59       |        |        |
| Votants        | Votants         | Votants        | 3 537        | 58,24        | 3 547       | 58,41       |        |        |
| Blancs et nuls | Blancs et nuls  | Blancs et nuls | 121          | 3,42         | 101         | 2,85        |        |        |
| Exprimés       | Exprimés        | Exprimés       | 3 416        | 96,58        | 3 446       | 97,15       |        |        |

### Frouard
- Maire sortant : Jean-François Grandbastien (PS)
- 29 sièges à pourvoir au conseil municipal (population légale 2011 : 6 717 habitants)
- 6 sièges à pourvoir au conseil communautaire (CC du Bassin de Pompey)

|                          | Jean-François Grandbastien * | PS-PCF-EELV    | 1 519 | 77,97  | 26 | 6 |  |  |
|                          | Lucien Aubert                | LO             | 429   | 22,02  | 3  |   |  |  |
|                          |                              |                |       |        |    |   |  |  |
| Inscrits                 | Inscrits                     | Inscrits       | 4 974 | 100,00 |    |   |  |  |
| Abstentions              | Abstentions                  | Abstentions    | 2 569 | 51,65  |    |   |  |  |
| Votants                  | Votants                      | Votants        | 2 405 | 48,35  |    |   |  |  |
| Blancs et nuls           | Blancs et nuls               | Blancs et nuls | 457   | 19,00  |    |   |  |  |
| Exprimés                 | Exprimés                     | Exprimés       | 1 948 | 81,00  |    |   |  |  |
| * Liste du maire sortant |                              |                |       |        |    |   |  |  |

### Haucourt-Moulaine
- Maire sortant : Jacques Marteau (PS)
- 23 sièges à pourvoir au conseil municipal (population légale 2011 : 3 114 habitants)
- 3 sièges à pourvoir au conseil communautaire (Grand Longwy Agglomération)

|                          | Jacques Marteau * | PS             | 871   | 100,00 | 23 | 3 |  |  |
|                          |                   |                |       |        |    |   |  |  |
| Inscrits                 | Inscrits          | Inscrits       | 2 136 | 100,00 |    |   |  |  |
| Abstentions              | Abstentions       | Abstentions    | 1 160 | 54,31  |    |   |  |  |
| Votants                  | Votants           | Votants        | 976   | 45,69  |    |   |  |  |
| Blancs et nuls           | Blancs et nuls    | Blancs et nuls | 105   | 10,76  |    |   |  |  |
| Exprimés                 | Exprimés          | Exprimés       | 871   | 89,24  |    |   |  |  |
| * Liste du maire sortant |                   |                |       |        |    |   |  |  |

### Heillecourt
- Maire sortant : Didier Sartelet
- 29 sièges à pourvoir au conseil municipal (population légale 2011 : 5 732 habitants)
- 1 sièges à pourvoir au conseil communautaire (Métropole du Grand Nancy)

|                          | Didier Sartelet * | DVD            | 1 814 | 63,44  | 24 | 1 |  |  |
|                          | Hervé Willer      | DVG            | 1 045 | 36,55  | 5  |   |  |  |
|                          |                   |                |       |        |    |   |  |  |
| Inscrits                 | Inscrits          | Inscrits       | 4 565 | 100,00 |    |   |  |  |
| Abstentions              | Abstentions       | Abstentions    | 1 580 | 34,61  |    |   |  |  |
| Votants                  | Votants           | Votants        | 2 985 | 65,39  |    |   |  |  |
| Blancs et nuls           | Blancs et nuls    | Blancs et nuls | 126   | 4,22   |    |   |  |  |
| Exprimés                 | Exprimés          | Exprimés       | 2 859 | 95,78  |    |   |  |  |
| * Liste du maire sortant |                   |                |       |        |    |   |  |  |

### Herserange
- Maire sortant : Gérard Didelot (SE)
- 27 sièges à pourvoir au conseil municipal (population légale 2011 : 4 437 habitants)
- 4 sièges à pourvoir au conseil communautaire (Grand Longwy Agglomération)

|                          | Gérard Didelot *    | DVD            | 846   | 64,67  | 23 | 3 |  |  |
|                          | Isabelle Karleskind | MoDem          | 462   | 35,32  | 4  | 1 |  |  |
|                          |                     |                |       |        |    |   |  |  |
| Inscrits                 | Inscrits            | Inscrits       | 2 641 | 100,00 |    |   |  |  |
| Abstentions              | Abstentions         | Abstentions    | 1 291 | 48,88  |    |   |  |  |
| Votants                  | Votants             | Votants        | 1 350 | 51,12  |    |   |  |  |
| Blancs et nuls           | Blancs et nuls      | Blancs et nuls | 42    | 3,11   |    |   |  |  |
| Exprimés                 | Exprimés            | Exprimés       | 1 308 | 96,89  |    |   |  |  |
| * Liste du maire sortant |                     |                |       |        |    |   |  |  |

### Homécourt
- Maire sortant : Jean-Pierre Minella (PCF)
- 29 sièges à pourvoir au conseil municipal (population légale 2011 : 6 291 habitants)
- 8 sièges à pourvoir au conseil communautaire (CC Orne Lorraine Confluences)

|                          | Jean-Pierre Minella * | PS-PCF-EELV    | 1 313 | 100,00 | 29 | 8 |  |  |
|                          |                       |                |       |        |    |   |  |  |
| Inscrits                 | Inscrits              | Inscrits       | 4 192 | 100,00 |    |   |  |  |
| Abstentions              | Abstentions           | Abstentions    | 2 534 | 60,45  |    |   |  |  |
| Votants                  | Votants               | Votants        | 1 658 | 39,55  |    |   |  |  |
| Blancs et nuls           | Blancs et nuls        | Blancs et nuls | 345   | 20,81  |    |   |  |  |
| Exprimés                 | Exprimés              | Exprimés       | 1 313 | 79,19  |    |   |  |  |
| * Liste du maire sortant |                       |                |       |        |    |   |  |  |

### Hussigny-Godbrange
- Maire sortant : Laurent Righi (PCF)
- 23 sièges à pourvoir au conseil municipal (population légale 2011 : 3 402 habitants)
- 3 sièges à pourvoir au conseil communautaire (Grand Longwy Agglomération)

|                          | Laurent Righi * | PCF            | 1 043 | 100,00 | 23 | 3 |  |  |
|                          |                 |                |       |        |    |   |  |  |
| Inscrits                 | Inscrits        | Inscrits       | 2 460 | 100,00 |    |   |  |  |
| Abstentions              | Abstentions     | Abstentions    | 1 211 | 49,23  |    |   |  |  |
| Votants                  | Votants         | Votants        | 1 249 | 50,77  |    |   |  |  |
| Blancs et nuls           | Blancs et nuls  | Blancs et nuls | 206   | 16,49  |    |   |  |  |
| Exprimés                 | Exprimés        | Exprimés       | 1 043 | 83,51  |    |   |  |  |
| * Liste du maire sortant |                 |                |       |        |    |   |  |  |

### Jarny
- Maire sortant : Jacky Zanardo (PCF)
- 29 sièges à pourvoir au conseil municipal (population légale 2011 : 8 454 habitants)
- 18 sièges à pourvoir au conseil communautaire (CC Orne Lorraine Confluences)

|                          | Jacky Zanardo *  | PCF            | 1 957 | 57,28  | 23 | 15 |  |  |
|                          | Pierre Descles   | MoDem          | 735   | 21,51  | 3  | 2  |  |  |
|                          | Céline Henquinet | PS             | 457   | 13,37  | 2  | 1  |  |  |
|                          | Christian Minary | EXG            | 267   | 7,81   | 1  |    |  |  |
|                          |                  |                |       |        |    |    |  |  |
| Inscrits                 | Inscrits         | Inscrits       | 6 615 | 100,00 |    |    |  |  |
| Abstentions              | Abstentions      | Abstentions    | 3 087 | 46,67  |    |    |  |  |
| Votants                  | Votants          | Votants        | 3 528 | 53,33  |    |    |  |  |
| Blancs et nuls           | Blancs et nuls   | Blancs et nuls | 112   | 3,17   |    |    |  |  |
| Exprimés                 | Exprimés         | Exprimés       | 3 416 | 96,83  |    |    |  |  |
| * Liste du maire sortant |                  |                |       |        |    |    |  |  |

### Jarville-la-Malgrange
- Maire sortant : Jean-Pierre Hurpeau (UMP)
- 29 sièges à pourvoir au conseil municipal (population légale 2011 : 9 415 habitants)
- 3 sièges à pourvoir au conseil communautaire (Métropole du Grand Nancy)

| Tête de liste            | Tête de liste         | Liste          | Premier tour | Premier tour | Second tour | Second tour | Sièges | Sièges |
| Tête de liste            | Tête de liste         | Liste          | Voix         | %            | Voix        | %           | CM     | CC     |
| ------------------------ | --------------------- | -------------- | ------------ | ------------ | ----------- | ----------- | ------ | ------ |
|                          | Jean-Pierre Hurpeau * | DVD            | 1 051        | 36,95        | 1 191       | 39,56       | 21     | 2      |
|                          | Vincent Matheron      | PS-PCF-EELV    | 917          | 32,24        | 1 033       | 34,31       | 5      | 1      |
|                          | Claude Lavicka        | DVG            | 876          | 30,80        | 786         | 26,11       | 3      |        |
|                          |                       |                |              |              |             |             |        |        |
| Inscrits                 | Inscrits              | Inscrits       | 5 531        | 100,00       | 5 531       | 100,00      |        |        |
| Abstentions              | Abstentions           | Abstentions    | 2 520        | 45,56        | 2 424       | 43,83       |        |        |
| Votants                  | Votants               | Votants        | 3 011        | 54,44        | 3 107       | 56,17       |        |        |
| Blancs et nuls           | Blancs et nuls        | Blancs et nuls | 167          | 5,55         | 97          | 3,12        |        |        |
| Exprimés                 | Exprimés              | Exprimés       | 2 844        | 94,45        | 3 010       | 96,88       |        |        |
| * Liste du maire sortant |                       |                |              |              |             |             |        |        |

### Jœuf
- Maire sortant : André Corzani (PCF)
- 29 sièges à pourvoir au conseil municipal (population légale 2011 : 6 795 habitants)
- 9 sièges à pourvoir au conseil communautaire (CC Orne Lorraine Confluences)

|                          | André Corzani *        | PCF            | 1 410 | 56,28  | 23 | 8 |  |  |
|                          | Pierre-André Thiebault | SE             | 770   | 30,73  | 4  | 1 |  |  |
|                          | Emmanuel Bergé         | PS             | 325   | 12,97  | 2  |   |  |  |
|                          |                        |                |       |        |    |   |  |  |
| Inscrits                 | Inscrits               | Inscrits       | 4 533 | 100,00 |    |   |  |  |
| Abstentions              | Abstentions            | Abstentions    | 1 911 | 42,16  |    |   |  |  |
| Votants                  | Votants                | Votants        | 2 622 | 57,84  |    |   |  |  |
| Blancs et nuls           | Blancs et nuls         | Blancs et nuls | 117   | 4,46   |    |   |  |  |
| Exprimés                 | Exprimés               | Exprimés       | 2 505 | 95,54  |    |   |  |  |
| * Liste du maire sortant |                        |                |       |        |    |   |  |  |

### Laneuveville-devant-Nancy
- Maire sortant : Serge Bouly (DVD)
- 29 sièges à pourvoir au conseil municipal (population légale 2011 : 5 993 habitants)
- 1 sièges à pourvoir au conseil communautaire (Métropole du Grand Nancy)

|                          | Serge Bouly *     | UMP            | 1 492 | 60,50  | 24 | 1 |  |  |
|                          | Emmanuelle Ludwig | DVG            | 974   | 39,49  | 5  |   |  |  |
|                          |                   |                |       |        |    |   |  |  |
| Inscrits                 | Inscrits          | Inscrits       | 4 378 | 100,00 |    |   |  |  |
| Abstentions              | Abstentions       | Abstentions    | 1 794 | 40,98  |    |   |  |  |
| Votants                  | Votants           | Votants        | 2 584 | 59,02  |    |   |  |  |
| Blancs et nuls           | Blancs et nuls    | Blancs et nuls | 118   | 4,57   |    |   |  |  |
| Exprimés                 | Exprimés          | Exprimés       | 2 466 | 95,43  |    |   |  |  |
| * Liste du maire sortant |                   |                |       |        |    |   |  |  |

### Laxou
- Maire sortant : Laurent Garcia (MoDem)
- 33 sièges à pourvoir au conseil municipal (population légale 2011 : 14 681 habitants)
- 4 sièges à pourvoir au conseil communautaire (Métropole du Grand Nancy)

|                          | Laurent Garcia *    | DVD            | 3 190 | 64,10  | 28 | 4 |  |  |
|                          | Christophe Gerardot | PS             | 1 251 | 25,14  | 4  |   |  |  |
|                          | Carole Chrisment    | UMP            | 535   | 10,75  | 1  |   |  |  |
|                          |                     |                |       |        |    |   |  |  |
| Inscrits                 | Inscrits            | Inscrits       | 8 657 | 100,00 |    |   |  |  |
| Abstentions              | Abstentions         | Abstentions    | 3 490 | 40,31  |    |   |  |  |
| Votants                  | Votants             | Votants        | 5 167 | 59,69  |    |   |  |  |
| Blancs et nuls           | Blancs et nuls      | Blancs et nuls | 191   | 3,70   |    |   |  |  |
| Exprimés                 | Exprimés            | Exprimés       | 4 976 | 96,30  |    |   |  |  |
| * Liste du maire sortant |                     |                |       |        |    |   |  |  |

### Lexy
- Maire sortant : Gérard Allieri
- 23 sièges à pourvoir au conseil municipal (population légale 2011 : 3 176 habitants)
- 3 sièges à pourvoir au conseil communautaire (Grand Longwy Agglomération)

|                          | Gérard Allieri * | UDI            | 1 208 | 100,00 | 23 | 3 |  |  |
|                          |                  |                |       |        |    |   |  |  |
| Inscrits                 | Inscrits         | Inscrits       | 2 528 | 100,00 |    |   |  |  |
| Abstentions              | Abstentions      | Abstentions    | 1 184 | 46,84  |    |   |  |  |
| Votants                  | Votants          | Votants        | 1 344 | 53,16  |    |   |  |  |
| Blancs et nuls           | Blancs et nuls   | Blancs et nuls | 136   | 10,12  |    |   |  |  |
| Exprimés                 | Exprimés         | Exprimés       | 1 208 | 89,88  |    |   |  |  |
| * Liste du maire sortant |                  |                |       |        |    |   |  |  |

### Liverdun
- Maire sortant : Jean-Pierre Huet (PS)
- 29 sièges à pourvoir au conseil municipal (population légale 2011 : 6 001 habitants)
- 6 sièges à pourvoir au conseil communautaire (CC du Bassin de Pompey)

|                          | Jean-Pierre Huet * | DVG            | 1 397 | 52,73  | 22 | 5 |  |  |
|                          | Patrick Koch       | SE             | 1 252 | 47,26  | 7  | 1 |  |  |
|                          |                    |                |       |        |    |   |  |  |
| Inscrits                 | Inscrits           | Inscrits       | 4 610 | 100,00 |    |   |  |  |
| Abstentions              | Abstentions        | Abstentions    | 1 831 | 39,72  |    |   |  |  |
| Votants                  | Votants            | Votants        | 2 779 | 60,28  |    |   |  |  |
| Blancs et nuls           | Blancs et nuls     | Blancs et nuls | 130   | 4,68   |    |   |  |  |
| Exprimés                 | Exprimés           | Exprimés       | 2 649 | 95,32  |    |   |  |  |
| * Liste du maire sortant |                    |                |       |        |    |   |  |  |

### Longuyon
- Maire sortant : Pierre Mersch (DVD)
- 29 sièges à pourvoir au conseil municipal (population légale 2011 : 5 559 habitants)
- 16 sièges à pourvoir au conseil communautaire (CC Terre Lorraine du Longuyonnais)

|                          | Jean-Pierre Jacque | DVG            | 1 498 | 58,63  | 23 | 13 |  |  |
|                          | Pierre Mersch *    | DVD            | 1 057 | 41,36  | 6  | 3  |  |  |
|                          |                    |                |       |        |    |    |  |  |
| Inscrits                 | Inscrits           | Inscrits       | 4 181 | 100,00 |    |    |  |  |
| Abstentions              | Abstentions        | Abstentions    | 1 460 | 34,92  |    |    |  |  |
| Votants                  | Votants            | Votants        | 2 721 | 65,08  |    |    |  |  |
| Blancs et nuls           | Blancs et nuls     | Blancs et nuls | 166   | 6,10   |    |    |  |  |
| Exprimés                 | Exprimés           | Exprimés       | 2 555 | 93,90  |    |    |  |  |
| * Liste du maire sortant |                    |                |       |        |    |    |  |  |

### Longwy
- Maire sortant : Édouard Jacque (UDI)
- 33 sièges à pourvoir au conseil municipal (population légale 2011 : 14 364 habitants)
- 10 sièges à pourvoir au conseil communautaire (Grand Longwy Agglomération)

| Tête de liste            | Tête de liste     | Liste          | Premier tour | Premier tour | Second tour | Second tour | Sièges | Sièges |
| Tête de liste            | Tête de liste     | Liste          | Voix         | %            | Voix        | %           | CM     | CC     |
| ------------------------ | ----------------- | -------------- | ------------ | ------------ | ----------- | ----------- | ------ | ------ |
|                          | Jean-Marc Fournel | PS-PCF-EELV    | 1 445        | 38,23        | 2 182       | 54,70       | 26     | 8      |
|                          | Édouard Jacque *  | UMP-UDI        | 1 368        | 36,20        | 1 807       | 45,29       | 7      | 2      |
|                          | Jean-Luc Andre    | DVD            | 649          | 17,17        |             |             |        |        |
|                          | Saïd Akmouche     | MoDem          | 317          | 8,38         |             |             |        |        |
|                          |                   |                |              |              |             |             |        |        |
| Inscrits                 | Inscrits          | Inscrits       | 8 496        | 100,00       | 8 496       | 100,00      |        |        |
| Abstentions              | Abstentions       | Abstentions    | 4 541        | 53,45        | 4 294       | 50,54       |        |        |
| Votants                  | Votants           | Votants        | 3 955        | 46,55        | 4 202       | 49,46       |        |        |
| Blancs et nuls           | Blancs et nuls    | Blancs et nuls | 176          | 4,45         | 213         | 5,07        |        |        |
| Exprimés                 | Exprimés          | Exprimés       | 3 779        | 95,55        | 3 989       | 94,93       |        |        |
| * Liste du maire sortant |                   |                |              |              |             |             |        |        |

### Ludres
- Maire sortant : Pierre Boileau (DVD)
- 29 sièges à pourvoir au conseil municipal (population légale 2011 : 6 546 habitants)
- 2 sièges à pourvoir au conseil communautaire (Métropole du Grand Nancy)

|                          | Pierre Boileau * | DVD            | 2 458 | 76,09  | 26 | 2 |  |  |
|                          | Claude Lombard   | PS-PCF-EELV    | 772   | 23,90  | 3  |   |  |  |
|                          |                  |                |       |        |    |   |  |  |
| Inscrits                 | Inscrits         | Inscrits       | 5 342 | 100,00 |    |   |  |  |
| Abstentions              | Abstentions      | Abstentions    | 2 004 | 37,51  |    |   |  |  |
| Votants                  | Votants          | Votants        | 3 338 | 62,49  |    |   |  |  |
| Blancs et nuls           | Blancs et nuls   | Blancs et nuls | 108   | 3,24   |    |   |  |  |
| Exprimés                 | Exprimés         | Exprimés       | 3 230 | 96,76  |    |   |  |  |
| * Liste du maire sortant |                  |                |       |        |    |   |  |  |

### Lunéville
- Maire sortant : Jacques Lamblin (UMP)
- 33 sièges à pourvoir au conseil municipal (population légale 2011 : 19 909 habitants)
- 20 sièges à pourvoir au conseil communautaire (CC du Territoire de Lunéville à Baccarat)

|                          | Jacques Lamblin * | UMP-UDI        | 3 928  | 57,94  | 27 | 17 |  |  |
|                          | Gregory Grandjean | PS-PCF-EELV    | 1 370  | 20,20  | 3  | 2  |  |  |
|                          | Pascal Bauche     | FN             | 1 112  | 16,40  | 3  | 1  |  |  |
|                          | Bernard Maurice   | FG             | 369    | 5,44   |    |    |  |  |
|                          |                   |                |        |        |    |    |  |  |
| Inscrits                 | Inscrits          | Inscrits       | 13 178 | 100,00 |    |    |  |  |
| Abstentions              | Abstentions       | Abstentions    | 6 188  | 46,96  |    |    |  |  |
| Votants                  | Votants           | Votants        | 6 990  | 53,04  |    |    |  |  |
| Blancs et nuls           | Blancs et nuls    | Blancs et nuls | 211    | 3,02   |    |    |  |  |
| Exprimés                 | Exprimés          | Exprimés       | 6 779  | 96,98  |    |    |  |  |
| * Liste du maire sortant |                   |                |        |        |    |    |  |  |

### Malzéville
- Maire sortant : Jean-Pierre Franoux (PS)
- 29 sièges à pourvoir au conseil municipal (population légale 2011 : 8 070 habitants)
- 2 sièges à pourvoir au conseil communautaire (Métropole du Grand Nancy)

|                | Bertrand Kling         | PS             | 1 523 | 50,69  | 22 | 2 |  |  |
|                | Corinne Marchal-tarnus | UDI            | 989   | 32,92  | 5  |   |  |  |
|                | Marc Barron            | DVD            | 492   | 16,37  | 2  |   |  |  |
|                |                        |                |       |        |    |   |  |  |
| Inscrits       | Inscrits               | Inscrits       | 5 510 | 100,00 |    |   |  |  |
| Abstentions    | Abstentions            | Abstentions    | 2 373 | 43,07  |    |   |  |  |
| Votants        | Votants                | Votants        | 3 137 | 56,93  |    |   |  |  |
| Blancs et nuls | Blancs et nuls         | Blancs et nuls | 133   | 4,24   |    |   |  |  |
| Exprimés       | Exprimés               | Exprimés       | 3 004 | 95,76  |    |   |  |  |

### Maxéville
- Maire sortant : Henri Bégorre (UDI)
- 29 sièges à pourvoir au conseil municipal (population légale 2011 : 9 661 habitants)
- 3 sièges à pourvoir au conseil communautaire (Métropole du Grand Nancy)

|                          | Christophe Choserot | PS-PCF-EELV    | 1 224 | 52,50  | 22 | 2 |  |  |
|                          | Henri Bégorre *     | UDI            | 1 107 | 47,49  | 7  | 1 |  |  |
|                          |                     |                |       |        |    |   |  |  |
| Inscrits                 | Inscrits            | Inscrits       | 4 264 | 100,00 |    |   |  |  |
| Abstentions              | Abstentions         | Abstentions    | 1 811 | 42,47  |    |   |  |  |
| Votants                  | Votants             | Votants        | 2 453 | 57,53  |    |   |  |  |
| Blancs et nuls           | Blancs et nuls      | Blancs et nuls | 122   | 4,97   |    |   |  |  |
| Exprimés                 | Exprimés            | Exprimés       | 2 331 | 95,03  |    |   |  |  |
| * Liste du maire sortant |                     |                |       |        |    |   |  |  |

### Mont-Saint-Martin
- Maire sortant : Serge De Carli (PCF)
- 29 sièges à pourvoir au conseil municipal (population légale 2011 : 8 026 habitants)
- 6 sièges à pourvoir au conseil communautaire (Grand Longwy Agglomération)

|                          | Serge De Carli *      | PCF-FG         | 1 317 | 65,03  | 24 | 5 |  |  |
|                          | Christophe Giovanardi | PS             | 708   | 34,96  | 5  | 1 |  |  |
|                          |                       |                |       |        |    |   |  |  |
| Inscrits                 | Inscrits              | Inscrits       | 4 175 | 100,00 |    |   |  |  |
| Abstentions              | Abstentions           | Abstentions    | 2 023 | 48,46  |    |   |  |  |
| Votants                  | Votants               | Votants        | 2 152 | 51,54  |    |   |  |  |
| Blancs et nuls           | Blancs et nuls        | Blancs et nuls | 127   | 5,90   |    |   |  |  |
| Exprimés                 | Exprimés              | Exprimés       | 2 025 | 94,10  |    |   |  |  |
| * Liste du maire sortant |                       |                |       |        |    |   |  |  |

### Nancy
- Maire sortant : André Rossinot (UDI)
- 55 sièges à pourvoir au conseil municipal (population légale 2011 : 105 382 habitants)
- 33 sièges à pourvoir au conseil communautaire (Métropole du Grand Nancy)

| Tête de liste  | Tête de liste        | Liste           | Premier tour | Premier tour | Second tour | Second tour | Sièges | Sièges |
| Tête de liste  | Tête de liste        | Liste           | Voix         | %            | Voix        | %           | CM     | CC     |
| -------------- | -------------------- | --------------- | ------------ | ------------ | ----------- | ----------- | ------ | ------ |
|                | Laurent Hénart       | UMP-UDI-MoDem   | 11 744       | 40,47        | 15 418      | 52,91       | 42     | 25     |
|                | Mathieu Klein        | PS-PCF-EELV-PRG | 10 377       | 35,75        | 13 721      | 47,08       | 13     | 8      |
|                | Pierre Ducarne       | FN              | 2 007        | 6,91         |             |             |        |        |
|                | Frank-Olivier Potier | DVD             | 1 793        | 6,17         |             |             |        |        |
|                | Bora Yilmaz          | FG              | 1 580        | 5,44         |             |             |        |        |
|                | Denis Gabet          | DVD             | 1 170        | 4,03         |             |             |        |        |
|                | Christiane Nimsgern  | LO              | 348          | 1,19         |             |             |        |        |
|                |                      |                 |              |              |             |             |        |        |
| Inscrits       | Inscrits             | Inscrits        | 50 690       | 100,00       | 50 693      | 100,00      |        |        |
| Abstentions    | Abstentions          | Abstentions     | 21 023       | 41,47        | 20 533      | 40,50       |        |        |
| Votants        | Votants              | Votants         | 29 667       | 58,53        | 30 160      | 59,50       |        |        |
| Blancs et nuls | Blancs et nuls       | Blancs et nuls  | 648          | 2,18         | 1 021       | 3,39        |        |        |
| Exprimés       | Exprimés             | Exprimés        | 29 019       | 97,82        | 29 139      | 96,61       |        |        |

### Neuves-Maisons
- Maire sortant : Jean-Paul Vinchelin (PS)
- 29 sièges à pourvoir au conseil municipal (population légale 2011 : 7 115 habitants)
- 11 sièges à pourvoir au conseil communautaire (CC Moselle et Madon)

|                          | Jean-Paul Vinchelin * | PS-PCF-EELV    | 1 660 | 56,57  | 23 | 9 |  |  |
|                          | Guy Bernard           | DVD            | 1 274 | 43,42  | 6  | 2 |  |  |
|                          |                       |                |       |        |    |   |  |  |
| Inscrits                 | Inscrits              | Inscrits       | 5 090 | 100,00 |    |   |  |  |
| Abstentions              | Abstentions           | Abstentions    | 2 020 | 39,69  |    |   |  |  |
| Votants                  | Votants               | Votants        | 3 070 | 60,31  |    |   |  |  |
| Blancs et nuls           | Blancs et nuls        | Blancs et nuls | 136   | 4,43   |    |   |  |  |
| Exprimés                 | Exprimés              | Exprimés       | 2 934 | 95,57  |    |   |  |  |
| * Liste du maire sortant |                       |                |       |        |    |   |  |  |

### Pagny-sur-Moselle
- Maire sortant : Christiane Contal (PS)
- 27 sièges à pourvoir au conseil municipal (population légale 2011 : 4 000 habitants)
- 5 sièges à pourvoir au conseil communautaire (CC du Bassin de Pont-à-Mousson)

| Tête de liste            | Tête de liste       | Liste          | Premier tour | Premier tour | Second tour | Second tour | Sièges | Sièges |
| Tête de liste            | Tête de liste       | Liste          | Voix         | %            | Voix        | %           | CM     | CC     |
| ------------------------ | ------------------- | -------------- | ------------ | ------------ | ----------- | ----------- | ------ | ------ |
|                          | René Bianchin       | DVG            | 887          | 40,57        | 1 045       | 46,56       | 20     | 4      |
|                          | Jean-Luc Thiebaut   | SE             | 678          | 31,01        | 576         | 25,66       | 3      |        |
|                          | Christiane Contal * | DVG            | 621          | 28,40        | 623         | 27,76       | 4      | 1      |
|                          |                     |                |              |              |             |             |        |        |
| Inscrits                 | Inscrits            | Inscrits       | 3 378        | 100,00       | 3 378       | 100,00      |        |        |
| Abstentions              | Abstentions         | Abstentions    | 1 119        | 33,13        | 1 083       | 32,06       |        |        |
| Votants                  | Votants             | Votants        | 2 259        | 66,87        | 2 295       | 67,94       |        |        |
| Blancs et nuls           | Blancs et nuls      | Blancs et nuls | 73           | 3,23         | 51          | 2,22        |        |        |
| Exprimés                 | Exprimés            | Exprimés       | 2 186        | 96,77        | 2 244       | 97,78       |        |        |
| * Liste du maire sortant |                     |                |              |              |             |             |        |        |

### Pompey
- Maire sortant : Laurent Trogrlic (PS)
- 27 sièges à pourvoir au conseil municipal (population légale 2011 : 4 947 habitants)
- 5 sièges à pourvoir au conseil communautaire (CC du Bassin de Pompey)

|                          | Laurent Trogrlic * | PS-PCF-EELV    | 1 303 | 69,27  | 23 | 5 |  |  |
|                          | Yannick Charton    | DVD            | 578   | 30,72  | 4  |   |  |  |
|                          |                    |                |       |        |    |   |  |  |
| Inscrits                 | Inscrits           | Inscrits       | 3 269 | 100,00 |    |   |  |  |
| Abstentions              | Abstentions        | Abstentions    | 1 320 | 40,38  |    |   |  |  |
| Votants                  | Votants            | Votants        | 1 949 | 59,62  |    |   |  |  |
| Blancs et nuls           | Blancs et nuls     | Blancs et nuls | 68    | 3,49   |    |   |  |  |
| Exprimés                 | Exprimés           | Exprimés       | 1 881 | 96,51  |    |   |  |  |
| * Liste du maire sortant |                    |                |       |        |    |   |  |  |

### Pont-à-Mousson
- Maire sortant : Henry Lemoine (UMP)
- 33 sièges à pourvoir au conseil municipal (population légale 2011 : 14 929 habitants)
- 18 sièges à pourvoir au conseil communautaire (CC du Bassin de Pont-à-Mousson)

|                          | Henry Lemoine *  | UMP            | 2 911 | 55,50  | 26 | 15 |  |  |
|                          | Julien Vaillant  | PS             | 1 192 | 22,72  | 4  | 2  |  |  |
|                          | Jean-Luc Manoury | FN             | 885   | 16,87  | 3  | 1  |  |  |
|                          | Xavier Bertelle  | MUP            | 257   | 4,89   |    |    |  |  |
|                          |                  |                |       |        |    |    |  |  |
| Inscrits                 | Inscrits         | Inscrits       | 9 634 | 100,00 |    |    |  |  |
| Abstentions              | Abstentions      | Abstentions    | 4 265 | 44,27  |    |    |  |  |
| Votants                  | Votants          | Votants        | 5 369 | 55,73  |    |    |  |  |
| Blancs et nuls           | Blancs et nuls   | Blancs et nuls | 124   | 2,31   |    |    |  |  |
| Exprimés                 | Exprimés         | Exprimés       | 5 245 | 97,69  |    |    |  |  |
| * Liste du maire sortant |                  |                |       |        |    |    |  |  |

### Pulnoy
- Maire sortant : Gérard Royer (UDI)
- 27 sièges à pourvoir au conseil municipal (population légale 2011 : 4 414 habitants)
- 1 sièges à pourvoir au conseil communautaire (Métropole du Grand Nancy)

|                | Michelle Piccoli    | DVD            | 1 413 | 64,31  | 23 | 1 |  |  |
|                | Dominique Deviterne | PS-PCF-EELV    | 784   | 35,68  | 4  |   |  |  |
|                |                     |                |       |        |    |   |  |  |
| Inscrits       | Inscrits            | Inscrits       | 3 723 | 100,00 |    |   |  |  |
| Abstentions    | Abstentions         | Abstentions    | 1 369 | 36,77  |    |   |  |  |
| Votants        | Votants             | Votants        | 2 354 | 63,23  |    |   |  |  |
| Blancs et nuls | Blancs et nuls      | Blancs et nuls | 157   | 6,67   |    |   |  |  |
| Exprimés       | Exprimés            | Exprimés       | 2 197 | 93,33  |    |   |  |  |

### Réhon
- Maire sortant : Jean-Claude Guillaume (UDI)
- 27 sièges à pourvoir au conseil municipal (population légale 2011 : 3 741 habitants)
- 3 sièges à pourvoir au conseil communautaire (Grand Longwy Agglomération)

| Tête de liste  | Tête de liste          | Liste          | Premier tour | Premier tour | Second tour | Second tour | Sièges | Sièges |
| Tête de liste  | Tête de liste          | Liste          | Voix         | %            | Voix        | %           | CM     | CC     |
| -------------- | ---------------------- | -------------- | ------------ | ------------ | ----------- | ----------- | ------ | ------ |
|                | Jean-Claude Blanguerin | DVG            | 589          | 41,62        | 735         | 48,96       | 21     | 2      |
|                | Jean-Paul Danloy       | DVG            | 531          | 37,52        | 602         | 40,10       | 5      | 1      |
|                | Antoine Pronesti       | DVG            | 295          | 20,84        | 164         | 10,92       | 1      |        |
|                |                        |                |              |              |             |             |        |        |
| Inscrits       | Inscrits               | Inscrits       | 2 524        | 100,00       | 2 524       | 100,00      |        |        |
| Abstentions    | Abstentions            | Abstentions    | 1 038        | 41,13        | 987         | 39,10       |        |        |
| Votants        | Votants                | Votants        | 1 486        | 58,87        | 1 537       | 60,90       |        |        |
| Blancs et nuls | Blancs et nuls         | Blancs et nuls | 71           | 4,78         | 36          | 2,34        |        |        |
| Exprimés       | Exprimés               | Exprimés       | 1 415        | 95,22        | 1 501       | 97,66       |        |        |

### Saint-Max
- Maire sortant : Éric Pensalfini (UMP)
- 29 sièges à pourvoir au conseil municipal (population légale 2011 : 9 707 habitants)
- 3 sièges à pourvoir au conseil communautaire (Métropole du Grand Nancy)

|                          | Éric Pensalfini * | UMP            | 3 066 | 71,80  | 26 | 3 |  |  |
|                          | Isabelle Jacques  | PS-PCF-EELV    | 745   | 17,44  | 2  |   |  |  |
|                          | Emmanuel Charrier | FN             | 459   | 10,74  | 1  |   |  |  |
|                          |                   |                |       |        |    |   |  |  |
| Inscrits                 | Inscrits          | Inscrits       | 7 472 | 100,00 |    |   |  |  |
| Abstentions              | Abstentions       | Abstentions    | 3 103 | 41,53  |    |   |  |  |
| Votants                  | Votants           | Votants        | 4 369 | 58,47  |    |   |  |  |
| Blancs et nuls           | Blancs et nuls    | Blancs et nuls | 99    | 2,27   |    |   |  |  |
| Exprimés                 | Exprimés          | Exprimés       | 4 270 | 97,73  |    |   |  |  |
| * Liste du maire sortant |                   |                |       |        |    |   |  |  |

### Saint-Nicolas-de-Port
- Maire sortant : Luc Binsinger (SE)
- 29 sièges à pourvoir au conseil municipal (population légale 2011 : 7 665 habitants)
- 9 sièges à pourvoir au conseil communautaire (CC des Pays du Sel et du Vermois)

|                          | Luc Binsinger * | DVD            | 2 047 | 66,31  | 24 | 8 |  |  |
|                          | David Sarrado   | PS-PCF-EELV    | 1 040 | 33,68  | 5  | 1 |  |  |
|                          |                 |                |       |        |    |   |  |  |
| Inscrits                 | Inscrits        | Inscrits       | 5 326 | 100,00 |    |   |  |  |
| Abstentions              | Abstentions     | Abstentions    | 2 068 | 38,83  |    |   |  |  |
| Votants                  | Votants         | Votants        | 3 258 | 61,17  |    |   |  |  |
| Blancs et nuls           | Blancs et nuls  | Blancs et nuls | 171   | 5,25   |    |   |  |  |
| Exprimés                 | Exprimés        | Exprimés       | 3 087 | 94,75  |    |   |  |  |
| * Liste du maire sortant |                 |                |       |        |    |   |  |  |

### Saulxures-lès-Nancy
- Maire sortant : Michel Candat (DVD)
- 27 sièges à pourvoir au conseil municipal (population légale 2011 : 3 864 habitants)
- 1 sièges à pourvoir au conseil communautaire (Métropole du Grand Nancy)

|                          | Michel Candat *       | DVD            | 1 251 | 58,32  | 22 | 1 |  |  |
|                          | Christophe Hausermann | DVG            | 894   | 41,67  | 5  |   |  |  |
|                          |                       |                |       |        |    |   |  |  |
| Inscrits                 | Inscrits              | Inscrits       | 3 357 | 100,00 |    |   |  |  |
| Abstentions              | Abstentions           | Abstentions    | 1 154 | 34,38  |    |   |  |  |
| Votants                  | Votants               | Votants        | 2 203 | 65,62  |    |   |  |  |
| Blancs et nuls           | Blancs et nuls        | Blancs et nuls | 58    | 2,63   |    |   |  |  |
| Exprimés                 | Exprimés              | Exprimés       | 2 145 | 97,37  |    |   |  |  |
| * Liste du maire sortant |                       |                |       |        |    |   |  |  |

### Seichamps
- Maire sortant : Henri Chanut (PS)
- 27 sièges à pourvoir au conseil municipal (population légale 2011 : 4 927 habitants)
- 1 sièges à pourvoir au conseil communautaire (Métropole du Grand Nancy)

|                          | Henri Chanut *   | PS             | 1 315 | 51,71  | 21 | 1 |  |  |
|                          | Catherine Krier  | UMP-UDI        | 771   | 30,31  | 4  |   |  |  |
|                          | Jacqueline Panis | DVD            | 457   | 17,97  | 2  |   |  |  |
|                          |                  |                |       |        |    |   |  |  |
| Inscrits                 | Inscrits         | Inscrits       | 4 168 | 100,00 |    |   |  |  |
| Abstentions              | Abstentions      | Abstentions    | 1 554 | 37,28  |    |   |  |  |
| Votants                  | Votants          | Votants        | 2 614 | 62,72  |    |   |  |  |
| Blancs et nuls           | Blancs et nuls   | Blancs et nuls | 71    | 2,72   |    |   |  |  |
| Exprimés                 | Exprimés         | Exprimés       | 2 543 | 97,28  |    |   |  |  |
| * Liste du maire sortant |                  |                |       |        |    |   |  |  |

### Tomblaine
- Maire sortant : Hervé Féron (PS)
- 29 sièges à pourvoir au conseil municipal (population légale 2011 : 7 661 habitants)
- 2 sièges à pourvoir au conseil communautaire (Métropole du Grand Nancy)

|                          | Hervé Féron *  | PS             | 2 015 | 67,14  | 25 | 2 |  |  |
|                          | Monique Bonin  | DVD            | 986   | 32,85  | 4  |   |  |  |
|                          |                |                |       |        |    |   |  |  |
| Inscrits                 | Inscrits       | Inscrits       | 5 595 | 100,00 |    |   |  |  |
| Abstentions              | Abstentions    | Abstentions    | 2 441 | 43,63  |    |   |  |  |
| Votants                  | Votants        | Votants        | 3 154 | 56,37  |    |   |  |  |
| Blancs et nuls           | Blancs et nuls | Blancs et nuls | 153   | 4,85   |    |   |  |  |
| Exprimés                 | Exprimés       | Exprimés       | 3 001 | 95,15  |    |   |  |  |
| * Liste du maire sortant |                |                |       |        |    |   |  |  |

### Toul
- Maire sortant : Alde Harmand (PS)
- 33 sièges à pourvoir au conseil municipal (population légale 2011 : 16 002 habitants)
- 25 sièges à pourvoir au conseil communautaire (CC Terres Touloises)

| Tête de liste            | Tête de liste   | Liste          | Premier tour | Premier tour | Second tour | Second tour | Sièges | Sièges |
| Tête de liste            | Tête de liste   | Liste          | Voix         | %            | Voix        | %           | CM     | CC     |
| ------------------------ | --------------- | -------------- | ------------ | ------------ | ----------- | ----------- | ------ | ------ |
|                          | Alde Harmand *  | PS-PCF-EELV    | 2 565        | 48,85        | 2 782       | 51,10       | 25     | 20     |
|                          | Pascal Matteudi | UMP-UDI        | 2 038        | 38,81        | 2 303       | 42,30       | 7      | 5      |
|                          | Alain Vigneron  | DVD            | 647          | 12,32        | 359         | 6,59        | 1      |        |
|                          |                 |                |              |              |             |             |        |        |
| Inscrits                 | Inscrits        | Inscrits       | 10 195       | 100,00       | 10 195      | 100,00      |        |        |
| Abstentions              | Abstentions     | Abstentions    | 4 725        | 46,35        | 4 553       | 44,66       |        |        |
| Votants                  | Votants         | Votants        | 5 470        | 53,65        | 5 642       | 55,34       |        |        |
| Blancs et nuls           | Blancs et nuls  | Blancs et nuls | 220          | 4,02         | 198         | 3,51        |        |        |
| Exprimés                 | Exprimés        | Exprimés       | 5 250        | 95,98        | 5 444       | 96,49       |        |        |
| * Liste du maire sortant |                 |                |              |              |             |             |        |        |

### Vandœuvre-lès-Nancy
- Maire sortant : Stéphane Hablot (PS)
- 39 sièges à pourvoir au conseil municipal (population légale 2011 : 30 646 habitants)
- 9 sièges à pourvoir au conseil communautaire (Métropole du Grand Nancy)

|                          | Stéphane Hablot * | PS             | 4 149  | 50,56  | 30 | 8 |  |  |
|                          | François Muller   | UMP-UDI        | 1 934  | 23,56  | 5  | 1 |  |  |
|                          | Marc Saint-denis  | SE             | 1 066  | 12,99  | 2  |   |  |  |
|                          | Christine Ardizio | SE             | 802    | 9,77   | 2  |   |  |  |
|                          | Jacques Lacreuse  | EXG            | 255    | 3,10   |    |   |  |  |
|                          |                   |                |        |        |    |   |  |  |
| Inscrits                 | Inscrits          | Inscrits       | 15 522 | 100,00 |    |   |  |  |
| Abstentions              | Abstentions       | Abstentions    | 7 087  | 45,66  |    |   |  |  |
| Votants                  | Votants           | Votants        | 8 435  | 54,34  |    |   |  |  |
| Blancs et nuls           | Blancs et nuls    | Blancs et nuls | 229    | 2,71   |    |   |  |  |
| Exprimés                 | Exprimés          | Exprimés       | 8 206  | 97,29  |    |   |  |  |
| * Liste du maire sortant |                   |                |        |        |    |   |  |  |

### Varangéville
- Maire sortant : René Bourgeois (PCF)
- 27 sièges à pourvoir au conseil municipal (population légale 2011 : 3 897 habitants)
- 5 sièges à pourvoir au conseil communautaire (CC des Pays du Sel et du Vermois)

|                          | René Bourgeois *  | PS-PCF-EELV    | 931   | 53,47  | 21 | 4 |  |  |
|                          | Christopher Varin | UMP            | 810   | 46,52  | 6  | 1 |  |  |
|                          |                   |                |       |        |    |   |  |  |
| Inscrits                 | Inscrits          | Inscrits       | 2 755 | 100,00 |    |   |  |  |
| Abstentions              | Abstentions       | Abstentions    | 970   | 35,21  |    |   |  |  |
| Votants                  | Votants           | Votants        | 1 785 | 64,79  |    |   |  |  |
| Blancs et nuls           | Blancs et nuls    | Blancs et nuls | 44    | 2,46   |    |   |  |  |
| Exprimés                 | Exprimés          | Exprimés       | 1 741 | 97,54  |    |   |  |  |
| * Liste du maire sortant |                   |                |       |        |    |   |  |  |

### Villers-lès-Nancy
- Maire sortant : Pascal Jacquemin (PS)
- 33 sièges à pourvoir au conseil municipal (population légale 2011 : 14 451 habitants)
- 4 sièges à pourvoir au conseil communautaire (Métropole du Grand Nancy)

|                          | François Werner    | UMP-UDI        | 3 316  | 50,44  | 25 | 3 |  |  |
|                          | Pascal Jacquemin * | PS-PCF-EELV    | 3 258  | 49,55  | 8  | 1 |  |  |
|                          |                    |                |        |        |    |   |  |  |
| Inscrits                 | Inscrits           | Inscrits       | 11 274 | 100,00 |    |   |  |  |
| Abstentions              | Abstentions        | Abstentions    | 4 402  | 39,05  |    |   |  |  |
| Votants                  | Votants            | Votants        | 6 872  | 60,95  |    |   |  |  |
| Blancs et nuls           | Blancs et nuls     | Blancs et nuls | 298    | 4,34   |    |   |  |  |
| Exprimés                 | Exprimés           | Exprimés       | 6 574  | 95,66  |    |   |  |  |
| * Liste du maire sortant |                    |                |        |        |    |   |  |  |

### Villerupt
- Maire sortant : Alain Casoni (PCF)
- 29 sièges à pourvoir au conseil municipal (population légale 2011 : 9 387 habitants)
- 10 sièges à pourvoir au conseil communautaire (CC du Pays Haut Val d'Alzette)

| Tête de liste            | Tête de liste       | Liste          | Premier tour | Premier tour | Second tour | Second tour | Sièges | Sièges |
| Tête de liste            | Tête de liste       | Liste          | Voix         | %            | Voix        | %           | CM     | CC     |
| ------------------------ | ------------------- | -------------- | ------------ | ------------ | ----------- | ----------- | ------ | ------ |
|                          | Alain Casoni *      | DVG-PCF        | 1 199        | 40,20        | 1 511       | 46,17       | 22     | 8      |
|                          | Véronique Guillotin | UDI            | 1 076        | 36,08        | 1 378       | 42,11       | 6      | 2      |
|                          | René Tosello        | PS             | 707          | 23,70        | 383         | 11,70       | 1      |        |
|                          |                     |                |              |              |             |             |        |        |
| Inscrits                 | Inscrits            | Inscrits       | 5 926        | 100,00       | 5 923       | 100,00      |        |        |
| Abstentions              | Abstentions         | Abstentions    | 2 797        | 47,20        | 2 570       | 43,39       |        |        |
| Votants                  | Votants             | Votants        | 3 129        | 52,80        | 3 353       | 56,61       |        |        |
| Blancs et nuls           | Blancs et nuls      | Blancs et nuls | 147          | 4,70         | 81          | 2,42        |        |        |
| Exprimés                 | Exprimés            | Exprimés       | 2 982        | 95,30        | 3 272       | 97,58       |        |        |
| * Liste du maire sortant |                     |                |              |              |             |             |        |        |